# Систърс ъф Мърси
The Sisters of Mercy е английска готик рок група, създадена през 1980 година в Лийдс.
След като стават известни на британската ъндърграунд сцена, The Sisters of Mercy правят пробив през средата на 80-те и популярността им продължава да нараства до началото на 1990-те години, когато спират да работят със своята звукозаписна компания Time Warner.
Групата издава три албума, последният от които излиза през 1990. Всеки албум е записан в различен състав. Вокалът и фронтмен Андрю Елдрич е единствения член на групата който е присъствал във всички формации на The Sisters of Mercy. Елдрич и някои бивши членове на групата създават страничния музикален проект The Sisterhood през 1985 г.